# Everlasting
| Оценки критиков   | Оценки критиков |
| Источник          | Оценка          |
| ----------------- | --------------- |
| AllMusic          | [ 1 ]           |
| Country Weekly    | A-              |
| The Oakland Press | [ 3 ]           |
| USA Today         | [ 4 ]           |

Everlasting — двенадцатый студийный альбом американской кантри-певицы Мартины МакБрайд, изданный 8 апреля 2014 года на её собственном независимом лейбле Vinyl Recordings с помощью Kobalt Label Services. Альбом включает каверы соул и R&B-песен в оригинале исполненных такими исполнителями как Арета Франклин, Сэм Кук, Отис Реддинг, Элвис Пресли, The Supremes и другими. Диск возглавил американский кантри-чарт Top Country Albums и достиг № 7 в общенациональном хит-параде США Billboard 200. Альбом был спродюсирован Don Was и включает дуэты с Гевином ДеГро и Келли Кларксон.

## История
Альбом получил положительные отзывы музыкальной критики и интернет-изданий, например, AllMusic, Country Weekly, The Oakland Press, The Boston Globe, USA Today.
Everlasting дебютировал на седьмом месте в Billboard 200 (США) и на № 1 в кантри-чарте Top Country Albums с тиражом 21,000 экз. в США.
Мартина МакБрайд поставила исторический рекорд впервые в 50-летней истории кантри-чарта, став первой женщиной дебютировавшей на № 1 в Top Country Albums с изданным на независимом лейбле альбоме.

## Список композиций
| №                   | Название                                     | Автор(ы)                                        | Оригинальный исполнитель        | Длительность |
| ------------------- | -------------------------------------------- | ----------------------------------------------- | ------------------------------- | ------------ |
| 1.                  | «Do Right Woman, Do Right Man»               | Chips Moman, Dan Penn                           | Арета Франклин                  | 3:33         |
| 2.                  | «Suspicious Minds»                           | Mark James                                      | Элвис Пресли                    | 3:50         |
| 3.                  | «If You Don't Know Me by Now»                | Kenny Gamble, Leon Huff                         | Harold Melvin & the Blue Notes  | 3:32         |
| 4.                  | «Little Bit of Rain»                         | Fred Neil                                       | Fred Neil                       | 2:20         |
| 5.                  | «Bring It On Home to Me» (with Gavin DeGraw) | Sam Cooke                                       | Сэм Кук                         | 3:33         |
| 6.                  | «Come See About Me»                          | Holland–Dozier–Holland                          | The Supremes                    | 2:58         |
| 7.                  | «What Becomes of the Brokenhearted»          | William Weatherspoon, Paul Riser, James Dean    | Jimmy Ruffin                    | 3:51         |
| 8.                  | «I've Been Loving You Too Long»              | Otis Redding, Jerry Butler                      | Отис Реддинг                    | 3:48         |
| 9.                  | «Wild Night»                                 | Van Morrison                                    | Ван Моррисон                    | 3:06         |
| 10.                 | «In the Basement» (with Kelly Clarkson)      | Billy Davis, Carl Williams Smith, Raynard Miner | Этта Джеймс и Sugar Pie DeSanto | 2:39         |
| 11.                 | «My Babe»                                    | Willie Dixon                                    | Little Walter                   | 3:09         |
| 12.                 | «To Know Him Is to Love Him»                 | Phil Spector                                    | The Teddy Bears                 | 2:42         |
| Общая длительность: | Общая длительность:                          | Общая длительность:                             | Общая длительность:             | 39:07        |

| №                   | Название            | Автор(ы)                                                      | Оригинальный исполнитель | Длительность |
| ------------------- | ------------------- | ------------------------------------------------------------- | ------------------------ | ------------ |
| 13.                 | «By Your Side»      | Sade Adu, Andrew Hale, Stuart Matthewman, Paul Spencer Denman | Sade                     | 4:48         |
| 14.                 | «Perfect»           | Pink, Max Martin, Shellback                                   | Pink                     | 4:27         |
| Общая длительность: | Общая длительность: | Общая длительность:                                           | Общая длительность:      | 48:24        |

## Чарты
| Чарт (2014)                        | Лучший результат |
| ---------------------------------- | ---------------- |
| США (Billboard 200)                | 7                |
| США (Billboard Top Country Albums) | 1                |
| США (Billboard Independent Albums) | 2                |